# كأس كياسو
تأسس نادي كياسو في 16 أكتوبر 1905، عندما قرر حوالي أربعين شخصا تأسيس نادي كرة قدم. نظرا لكونه النادي منظما جيدا ويديره أشخاص جادون، فقد تقرر في عام 1906 تنظيم بطولة كرة قدم كأس كياسو 